# 小黒一三
小黒 一三（おぐろ かずみ、1950年 - ）は、東京都出身の編集者。月刊『ソトコト』の元編集長、木楽舎社長。

## 来歴・人物
武蔵中学校・高等学校、慶應義塾大学法学部卒業後、1975年平凡出版（現・マガジンハウス）に入社。「BRUTUS」「GULLIVER」「クロワッサン」などの編集を担当し、1990年に退社。同年、トド・プレスを設立、LOHASの命名権ビジネスに携わるようになる。1999年に木楽舎から「ソトコト」を創刊（ソトコトの編集はトド・プレスが行なっている）。2006年4月からは自身がホストを務めるラジオ番組「LOHAS TALK」がJ-WAVEで開始され、現在に至る。

## 出演番組
- LOHAS TALK （J-WAVE、ナビゲーター）